# Duck (Virginie-Occidentale)
Pour les articles homonymes, voir Duck.
Duck est un secteur non constitué en municipalité le long de la frontière du comté de Braxton et du comté de  Clay en Virginie-Occidentale, aux États-Unis. Duck est à 18,5 km au nord-est de Clay. Duck a un bureau de poste et son code postal est le 25063. 
L'origine du nom "Duck" reste sans explication . 